# Pic à tête jaune
Dendrocopos auriceps
Espèce
Statut de conservation UICN

 LC  : Préoccupation mineure
Le Pic à tête jaune (Dendrocopos auriceps) est une espèce d'oiseau de la famille des Picidae.
Son aire s'étend à travers l'est de l'Afghanistan, l'ouest du Pakistan et le centre/ouest de l'Himalaya.

## Liste des sous-espèces
D'après Alan P. Peterson, cette espèce est constituée des deux sous-espèces suivantes :
- Dendrocopos auriceps auriceps (Vigors, 1831)
- Dendrocopos auriceps incognitus (Scully, 1879)